# Радченко Андрій Федорович
Андрій Федорович Радченко (18 (30) жовтня 1887 , Парафіївка, Чернігівська губернія  — 20 січня 1938 , Москва ) — комуністичний діяч, відповідальний секретар Донецького губернського комітету КП(б)У, голова Всеукраїнської республіканської ради професійних спілок. Член ЦК КП(б)У в квітні 1923 — червні 1930 р. Член Політбюро ЦК КП(б)У в грудні 1925 — березні 1928 р. Кандидат у члени Центральної Контрольної Комісії РКП(б) у квітні 1923 — травні 1924 р. Член Центральної контрольної комісії РКП(б) у травні 1924 — грудні 1925 р. Член ЦК ВКП(б) у грудні 1925 — грудні 1927 р. Член ВУЦВК.

## Життєпис
Народився 18 (30) жовтня 1887 року в робітничій родині в селі Парафіївка, тепер Ічнянський район, Чернігівська область. З восьми років був підпаскому у панській економії. Закінчив церковноприходську школу. Трудову діяльність розпочав у 1898 році учнем слюсаря, потім працював слюсарем Парафіївського цукрового заводу Чернігівської губернії. У 1902–1904 роках — робітник паровозного депо у місті Конотопі. З 1904 року — робітник Південно-російського машинобудівного заводу в Києві.
Член РСДРП з 1904 року, меншовик.
Перебував на адміністративному поселенні у місті Прилуках Полтавської губернії. Потім працював на шахтах Донбасу, брав активну участь в революційному русі у містах Гришино і Дружківка. У 1906 році був заарештований і висланий до Сибіру, однак утік із ув'язнення і довгий час переховувався на Кавказі, у Донбасі. Працював на заводах Катеринослава і Миколаєва.
Член РСДРП(б) з 1912 року.
У 1912–1917 роках вів революційну роботу в Катеринославській та Херсонській губерніях (у містах Маріуполі, Катеринославі, Миколаєві), перебував на півлегальному становищі, декілька раз заарештовувався. У 1916 році був засуджений до 12 років каторги. У лютому 1917 року звільнений з ув'язнення.
У 1917–1918 роках — голова Дружківської повітової ради робітничих і солдатських депутатів на Донбасі.
У 1918–1919 роках — на політичній роботі у Червоній армії: Царицинський, Південно-Східний, Західний, Південний фронти. У 1919–1920 роках — комісар Донецького губернського військкомату.
У 1920–1921 роках — відповідальний секретар Донецького губернського комітету КП(б)У.
У 1922–1924 роках — голова Донецької губернської ради професійних спілок. Обирався членом Президії ВЦРПС і членом українського бюро ВЦРПС.
У 1924 році закінчив курси марксизму при ЦК КП(б)У в місті Харкові.
У 1924–1925 роках — відповідальний секретар Донецького губернського комітету КП(б)У.
У листопаді 1925 — жовтні 1927 року — голова Всеукраїнської республіканської ради професійних спілок (ВУРПС).
У 1928 — квітні 1929 року — голова виконавчого комітету Владимирської губернської ради РРФСР.
У 1929–1931 роках — начальник Івановського обласного планового відділу. У 1931–1932 роках — заступник голови Центроспілки у Москві.
У 1932 — липні 1937 року — начальник Всесоюзного об'єднання «Заготльон».
9 липня 1937 року заарештований органами НКВС. Засуджений до страти, розстріляний і похований на кладовищі Бутово-Комунарка біля Москви. Посмертно реабілітований 30 квітня 1957 року.